# Kate Crawford
Kate Crawford   (1974) és una científica i escriptora australiana que estudia les implicacions socials i polítiques de la intel·ligència artificial (IA). Resideix a Nova York i treballa com a investigadora principal a Microsoft Research (Social Media Collective), és cofundadora i antiga directora de l'AI Now Institute de la Universitat de Nova York i professora visitant al MIT Center for Civic Media. També és membre del Consell de l'Agenda Global sobre el Desenvolupament impulsat pel Fòrum Econòmic Mundial.
La recerca de Crawford se centra en el canvi social i les tecnologies dels mitjans, especialment en la intersecció dels humans, els dispositius mòbils i les xarxes socials. La seva investigació examina com la IA afecta diversos aspectes de la vida humana, com ara el gènere, la raça i l'estatus econòmic. Argumenta que els sistemes d'IA no són neutrals ni objectius, sinó que reflecteixen i reforcen els sistemes de poder i desigualtat existents. També explora els impactes ambientals i ètics de la IA, així com els contextos històrics i culturals del seu desenvolupament. Ha publicat sobre cultures de l'ús de la tecnologia i la manera com les històries dels mitjans de comunicació informen el present, i ha exposat obres creatives de música i art a museus com el Museu d'Art Modern de Nova York i el Victoria and Albert Museum de Londres.

## Trajectòria
Crawford va formar part del duo de música electrònica de Canberra B(if)tek (juntament amb Nicole Skeltys) i va publicar tres àlbums entre 1998 i 2003. Crawford va cofundar el segell discogràfic Deluxe Mood Recordings amb seu a Sydney i és membre del col·lectiu de música Clan Analogue.
Crawford ha escrit per a The Sydney Morning Herald  i Foreign Policy i és membre del col·lectiu feminista Deep Lab. El 2017 va fundar el centre de recerca AI Now Institute amb Meredith Whittaker. El 2019 va ser la titular inaugural de la càtedra AI & Justice a l'École Normale Supérieure de París, en col·laboració amb la Fondation Abeona.

### Recerca
Crawford té un doctorat per la Universitat de Sydney. El 2006, el seu llibre basat en la tesi doctoral, Adult Themes – Rewriting the Rules of Adulthood, va guanyar la categoria individual del Manning Clark National Cultural Award i el 2008 va rebre la medalla biennal de l'Acadèmia Australiana d'Humanitats.
Crawford ha publicat articles acadèmics sobre temes com els mitjans de comunicació social, la regulació governamental del contingut dels mitjans, la interacció entre gènere i dispositius mòbils, joves i sèxting, i big data. Va ser coautora del llibre Understanding the Internet: Language, Technology, Media, and Power el 2014, i va publicar Atlas of AI: Power, Politics, and the Planetary Costs of Artificial Intelligence a través de la Yale University Press el 2021. El seu article «Artificial Intelligence Is Misreading Human Emotion» va ser seleccionat per al premi Bragg UNSW Press Prize for Science Writing el 2022.

## Projectes d'art
- Anatomia d'un sistema d'IA: un mapa i assaig a gran escala que pretén revelar els costos materials, humans i ecològics del dispositiu Amazon Echo. Va ser creat en col·laboració amb l'artista Vladan Joler i va guanyar el Beazley Design of the Year Award el 2019. Es troba a la col·lecció permanent del Museu d'Art Modern de Nova York i del Victoria and Albert Museum de Londres.[1][17]
- Training Humans: en col·laboració amb l'artista i fotògraf Trevor Paglen, les imatges utilitzades per entrenar sistemes d'IA es van exposar a la Fundació Prada de Milà el 2019. Es pretenia demostrar que els sistemes d'IA estan subjectes a biaixos, poden reflectir els sistemes de poder existents i poden reforçar la desigualtat.[2][18] L'exposició va ser criticada per fer ús d'imatges facials sense consentiment informat.[19][20]
- Calculating Empires: A Genealogy of Technology and Power since 1500: és una visualització a gran escala que cartografia la coevolució dels sistemes tecnològics i socials, creada en col·laboració amb l'artista Vladen Joler.[21][22]